# Copa de la Liga de Francia 2016-17
La Copa de la Liga 2016/17 (en francés: Coupe de la Ligue 2016/17) es la vigésimo segunda edición del torneo de la Copa de la Liga de Francia. Cuenta con la participación de 20 equipos de la Ligue 1, 20 de la Ligue 2 y 2 del Championnat National. Comenzó a jugarse el 11 de agosto de 2016. El campeón se clasificará para la Liga Europa de la UEFA 2017-18, salvo que ya lo haya hecho para esta competición o para la Liga de Campeones de la UEFA 2017-18 por la vía de la Ligue 1.

## Competición

### Octavos de final
| 13 de diciembre de 2016 | Nantes                       | 3:1 (2:0) | Montpellier  | Stade de la Beaujoire, Nantes                            |                                                          |
|                         | Sala 18' 43' · Stępiński 62' | Reporte   | Bérigaud 46' | Asistencia: 16.249 espectadores Árbitro(s): Ruddy Buquet | Asistencia: 16.249 espectadores Árbitro(s): Ruddy Buquet |

| 13 de diciembre de 2016 | Sochaux | 1:1 (1:1) (t. s.)(1:1 t. s.)(4-3 p.) | Olympique de Marsella | Stade Auguste Bonal, Montbéliard                         |                                                          |
|                         | Sao 36' | Reporte                              | Sarr 22'              | Asistencia: 18.248 espectadores Árbitro(s): Tony Chapron | Asistencia: 18.248 espectadores Árbitro(s): Tony Chapron |

| 14 de diciembre de 2016 | Girondins de Burdeos         | 3:2 (2:1) | OGC Niza                        | Stade Bordeaux-Atlantique, Burdeos                            |                                                               |
|                         | Plašil 14' · Laborde 22' 55' | Reporte   | Pléa 42' · Balotelli 83' (pen.) | Asistencia: 15.049 espectadores Árbitro(s): François Letexier | Asistencia: 15.049 espectadores Árbitro(s): François Letexier |

| 14 de diciembre de 2016 | Mónaco                                                         | 7:0 (3:0) | Stade Rennais | Stade Louis II, Mónaco                                     |                                                            |
|                         | Mbappé 11' 21' 62' · Boschilia 35' 79' · Jean 83' · Cavaré 85' | Reporte   |               | Asistencia: 5.539 espectadores Árbitro(s): Frank Schneider | Asistencia: 5.539 espectadores Árbitro(s): Frank Schneider |

| 14 de diciembre de 2016 | Metz       | 1:1 (1:1) (t. s.)(1:1 t. s.)(11-10 p.) | Toulouse               | Stade Saint-Symphorien, Metz                             |                                                          |
|                         | Mollat 11' | Reporte                                | Braithwaite 28' (pen.) | Asistencia: 5.876 espectadores Árbitro(s): Benoît Millot | Asistencia: 5.876 espectadores Árbitro(s): Benoît Millot |

| 14 de diciembre de 2016 | Olympique de Lyon            | 2:2 (1:1) (t. s.)(2:2 t. s.)(3-4 p.) | EA Guingamp            | Parc OL, Lyon                                              |                                                            |
|                         | Valbuena 43' · Lacazette 75' | Reporte                              | Blas 21' · De Pauw 70' | Asistencia: 17.002 espectadores Árbitro(s): Benoît Bastien | Asistencia: 17.002 espectadores Árbitro(s): Benoît Bastien |

| 14 de diciembre de 2016 | Saint-Étienne | 0:1 (0:1) | Nancy           | Stade Geoffroy-Guichard, Saint-Étienne                    |                                                           |
|                         |               | Reporte   | Dalé 18' (pen.) | Asistencia: 13.372 espectadores Árbitro(s): Fredy Fautrel | Asistencia: 13.372 espectadores Árbitro(s): Fredy Fautrel |

| 14 de diciembre de 2016 | París Saint-Germain             | 3:1 (1:0) | Lille    | Parc des Princes, París                                   |                                                           |
|                         | Lucas 43' (pen.) 57' · Jesé 69' | Reporte   | Baša 88' | Asistencia: 45.183 espectadores Árbitro(s): Mikael Lesage | Asistencia: 45.183 espectadores Árbitro(s): Mikael Lesage |

### Cuartos de final
| 10 de enero de 2017 | Nantes | 0:2 (0:2) | Nancy                    | Stade de la Beaujoire, Nantes                              |                                                            |
|                     |        | Reporte   | Dalé 31' · Cuffaut 45+3' | Asistencia: 10.349 espectadores Árbitro(s): Clément Turpin | Asistencia: 10.349 espectadores Árbitro(s): Clément Turpin |

| 10 de enero de 2017 | Sochaux         | 1:1 (1:0) (t. s.)(1:1 t. s.)(3-4 p.) | Mónaco       | Stade Auguste Bonal, Montbéliard                          |                                                           |
|                     | Andriatsima 16' | Reporte                              | Moutinho 83' | Asistencia: 15.362 espectadores Árbitro(s): Mikael Lesage | Asistencia: 15.362 espectadores Árbitro(s): Mikael Lesage |

| 11 de enero de 2017 | Girondins de Burdeos         | 3:2 (2:1) | EA Guingamp              | Stade Bordeaux-Atlantique, Burdeos                      |                                                         |
|                     | Kamano 16' · Laborde 36' 65' | Reporte   | Privat 12' · Benezet 88' | Asistencia: 8.900 espectadores Árbitro(s): Ruddy Buquet | Asistencia: 8.900 espectadores Árbitro(s): Ruddy Buquet |

| 11 de enero de 2017 | París Saint-Germain  | 2:0 (1:0) | Metz | Parc des Princes, París                                    |                                                            |
|                     | Thiago Silva 27' 72' | Reporte   |      | Asistencia: 43.857 espectadores Árbitro(s): Amaury Delerue | Asistencia: 43.857 espectadores Árbitro(s): Amaury Delerue |

### Semifinales
| 24 de enero de 2017 | Girondins de Burdeos | 1:4 (1:1) | París Saint-Germain               | Stade Bordeaux-Atlantique, Burdeos                         |                                                            |
|                     | Rolan 42'            | Reporte   | Di María 19' 81' · Cavani 60' 74' | Asistencia: 28.862 espectadores Árbitro(s): Clément Turpin | Asistencia: 28.862 espectadores Árbitro(s): Clément Turpin |

| 25 de enero de 2017 | Mónaco       | 1:0 (1:0) | Nancy | Stade Louis II, Mónaco                                  |                                                         |
|                     | Falcao 45+2' | Reporte   |       | Asistencia: 7.699 espectadores Árbitro(s): Ruddy Buquet | Asistencia: 7.699 espectadores Árbitro(s): Ruddy Buquet |

### Final
| 1 de abril de 2017 | Mónaco       | 1:4 (1:2) | París Saint-Germain                           | Parc OL, Lyon                                               |                                                             |
|                    | T. Lemar 27' | Reporte   | J. Draxler 4' · Di María 44' · Cavani 54' 90' | Asistencia: 57.841 espectadores Árbitro(s): Frank Schneider | Asistencia: 57.841 espectadores Árbitro(s): Frank Schneider |

## Campeón
| Bandera de Isla de Francia |
| Campeón                    |
| París Saint-Germain        |
| 7º título                  |